# Oberea nigrolateralis
Oberea nigrolateralis là một loài bọ cánh cứng trong họ Cerambycidae.